# دامنه (فریدن)
دامنه یکی از شهرهای بخش مرکزی شهرستان فریدن در استان اصفهان در مرکز ایران است.
دامنه شهری در میان کوه‌های دالان‌کوه است و بر اساس سرشماری مرکز آمار ایران در سال ۱۳۹۰، جمعیت آن حدود ۱۰۰۰۰ نفر (۲۱۰۰ خانوار) برآورد شده است.
دامنه در ۱۲۰ کیلومتری غرب اصفهان در ۵۰ درجه و ۲۵ دقیقه طول شرق و ۳۲ درجه و ۵۸ دقیقه عرض شمالی واقع شده است

## زبان
بر پایه ایران اطلس عمده مردم شهر به گویش بختیاری و اقلیت‌های به گویش تهرانی و فارسی معیار سخن می‌گویند.

## تاریخچهٔ شهر دامنه
شهر دامنه در طول تاریخ چندین بار جابجا شده است، در ابتدا محل تأسیس این شهر در دشت قهیز بوده و در ادامه در کنار امام زادگان عبدالله و ابراهیم که تا محل فعلی شهر دامنه حدود دو کیلومتر فاصله دارد مستقر شده است.
دامنه فعلی از اواخر دوره صفویه و اوایل دوره قاجار شکل گرفته و در دوره‌های مختلف مورد هجوم قرار گرفته است به صورتی که محمود افغان نیز به این سرزمین حمله و خساراتی را به آن وارد کرده است، همچنین در جنگی که بین «علیمردان خان چهارلنگ» به پشتیبانی از «ابوتراب میرزا» نوهٔ دختری شاه سلطان حسین صفوی و از طرفی دیگر «ابوالفتح خان بختیاری» که ازجانب «شاهرخ شاه نادری» حاکم اصفهان، درگرفت؛ علیمردان خان مغلوب شد و دوباره تهیه سپاه دید و از کریم خان زند کمک طلبید و کریم خان زند که در یکی از بلوک ملایر سکنی داشت با نیروهای خود در چمن قهیز به علیمردان خان پیوست و از طرف دیگر ابوالفتح خان، سلیمان خان افشار و حسن قلی خان افشار و فتح علی خان افشار و سی چهل نفر دیگر از خوانین بختیاری با عساکر زیاد وارد اصفهان شده و از آنجا به دفع علی مردان خان به جانب قهیز شتافتند تلاقی فریقین رخ داد و شکست فاحشی از علیمردان خان یافته و به طرف شهر فراری شدند. این جنگ در روز بیستم جمادی‌الاولی سال ۱۳۶۰ هجری قمری رخ داد.

## دست کندهایی شبیه به دوران صفوی

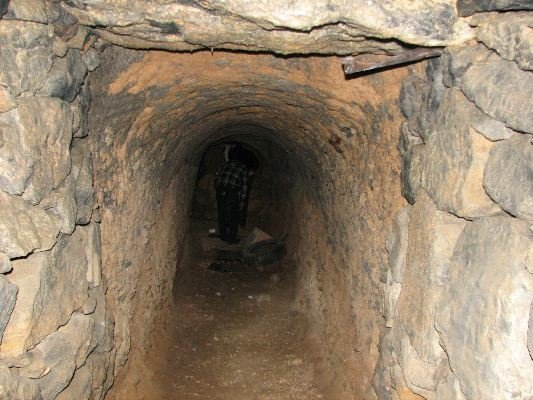
دالان ورودی به خانه زیرزمینی در شهر زیرزمینی دامنه - طول دالان ورودی ۳۰ متر با شیب که ۱۷ متر اول آن سنگ چین شده و بدون ملات است

## مناطق دیدنی شهر دامنه
- آستان مقدس امامزادگان عبدالله و ابراهیم از فرزندان امام موسی بن جعفر (ع) که قطب مذهبی، گردشگری شهرستان فریدن می‌باشد.
- حمام قدیمی شهر دامنه با قدمتی بیش از ۱۰۰ سال از آثار باستانی به ثبت رسیده می‌باشد و اولین موزه شهرستان فریدن می‌باشد.
- تل‌های باقی‌مانده از دوران قدیم و زاغه‌های دوطبقه باقی‌مانده از وضعیت دامداری و کاربری نظامی- پناهگاهی در قدیم.
- آبشار «سیاه دره» و چشمه‌های فصلی حوض شاه.
- پارک جنگلی پرتیکان.
- پیست اسکی در ۱۲ کیلومتری شرق شهردامنه.
- دالانکوه مرتفع‌ترین کوه شهرستان و پنجمین قله مرتفع کشور که در سمت جنوب شهر دامنه واقع شده و ارتفاع آن حدود ۴۰۰۰ متر می‌باشد.
- حلقه چاه‌های کشاورزی و دشت عظیم قهیز که دورتادور شهر را فرا گرفته و در فصل بهار و تابستان با هوای مطبوع و زمین‌های کشاورزی سر سبز به یکی از بزرگ‌ترین قطب‌های کشاورزی-گردشگری استان اصفهان تبدیل شده است…

## دالانکوه
ضلع جنوبی شهردامنه را دومین قلهٔ بزرگ بخش غربی استان یعنی دالانکوه دربرگرفته است. دالانکوه، کودالان یا دارابشاه یک قله در شرق شهرستان فریدن و جنوب منطقه کرون در مجاورت شهر دامنه است که به علت استفاده‌های فراوان مشهور است. ارتفاع دالانکوه از سطح دریا در حدود ۳۹۴۵ متر است. دالانکوه از اهمیت فراوانی برخوردار است. مجموعه این کوه‌ها یک زیست‌بومفوق‌العاده است. در بهار و تابستان دامنه‌ها و دشت‌های این کوه محل مناسبی برای چرای دام هاست. در اواسط بهار برف‌های باقی‌مانده از فصل زمستان شروع به آب شدن می‌کنند و چشمه‌های کوچک و بزرگ بسیار زیادی را پدیدمی‌آورند که پذیرای گردشگران و مهمانان زیادی می‌باشند. این چشمه‌ها که بزرگ‌ترین آن سیاه دره نام داشته و اولین سرچشمه شرقی زاینده رود محسوب می‌شود علاوه بر جنبهٔ گردشگری و استفاده دام و طیور در مصارف کشاورزی نیز بکار برده می‌شود.

## وجه تسمیه
1. قرار گرفتن این شهر در دامنه شیب دار کوه
2. ختم شدن نی زار دشت قهیز (در زمان‌های گذشته) در ابتدای شهر که در اصطلاح به آن «دُمِّ نی» یا آخر نیزار که با مرور زمان به دنبنه و به گویش لری بختیاری به (دُمِنه) تبدیل شده است.
3. قرار گرفتن شهر در راس و اولین شهر ورودی شرقی و مرکز سابق شهرستان فریدن.[نیازمند منبع]

## بازی‌های محلی

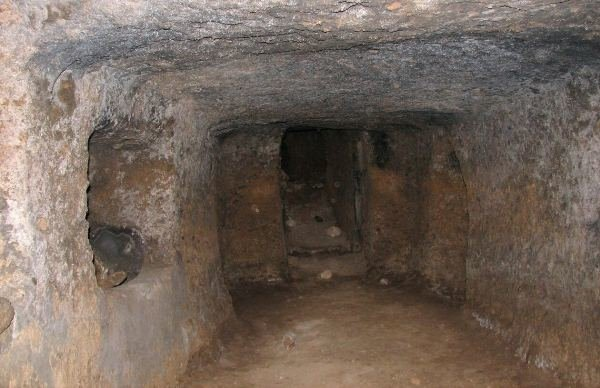
نمایی از داخل خانه زیر زمینی در شهر دامنه در عمق ۱۵ متری زیر زمین - حفره سمت چپ حوض آب می‌باشد که در داخل دیوار حفاری شده و با ملات ساروج عایق بندی شده است